# Karen Schwarz
Karen Susana Schwarz Espinoza (pronunciado /shvarts/ en fonética española; Callao, 21 de enero de 1984) es una presentadora de televisión y exreina de belleza peruana. Ganadora del Miss Perú Universo 2009, representó a su país en Miss Universo 2009. Schwarz debutó como copresentadora del programa Yo soy (2012).

## Biografía
Nació en el Callao en 1984. De ascendencia judeoalemana por parte de su abuelo paterno, pasó su infancia y adolescencia en La Punta. Realizó sus estudios escolares en el Liceo Naval Almirante Guise.
En 1997 perteneció a la Selección nacional de natación.
Schwarz estudió la carrera de Comunicaciones en la Facultad de Humanidades de la Universidad San Ignacio de Loyola, en Lima. Una vez graduada como comunicadora social empezó a desempeñarse como Jefa de Producción de Ask Soluciones de Imagen S.A.C., empresa que formó. A la vez, laboró brevemente como periodista hípica.
A los 25 años, Schwarz ganó el título Miss Perú Universo 2009 como Miss Amazonas en el certamen celebrado en Lima, Perú, el 4 de abril de 2009. Ella fue coronada por su antecesora del título, Karol Castillo. Posteriormente, viajó a Nassau para participar en el certamen Miss Universo 2009, realizado el 23 de agosto de ese año.
Schwarz participó en Miss Continente Americano 2009 el 26 de septiembre de 2009, realizado en Guayaquil, donde resultó finalista y ganadora del título Miss Rostro Yanbal. El 6 de noviembre del año siguiente concursó en Miss Intercontinental 2010, realizado en Punta Cana, donde resultó virreina y ganadora del título Miss América Intercontinental y del premio Mejor traje nacional.
Schwarz también se convirtió en representante, imagen y socia de la marca Álika. A inicios de 2012 representó a Perú en el Buenos Aires Fashion Week, como embajadora de Sedal y desfiló por la pasarela en conjunto con la diseñadora argentina de la marca Holi, Dolores Barreiro.
En 2015 se casó con el excantante de la banda Adammo Ezio Oliva.

### Televisión y proyectos
En 2011 formó parte del elenco del programa concurso El último pasajero como una de las tres "azafatas", conducido por Adolfo Aguilar.
Schwarz asumió la coconducción del reality show de canto e imitación Yo soy en abril de 2012, de nuevo junto a Aguilar por Frecuencia Latina. Meses después, empezó a conducir el espacio Espectáculos por el mismo canal. Schwarz también empezó a aparecer en spots publicitarios de Movistar junto a Aguilar.
En 2013, Schwarz siguió en una nueva temporada de Yo soy por Frecuencia Latina y en el espacio matutino Espectáculos . Schwarz debutó como actriz en un rol para la película Japy Ending estrenada en 2014. En enero del 2015, fue presentada como el reemplazo temporal de Laura Huarcayo en el reality de competencia Bienvenida la Tarde: La Competencia por Latina Televisión.
En febrero del 2016, Schwarz ingresa a la televisora América Televisión.
En julio del 2017 regreso a Latina Televisión para conducir el programa ¡Que tal sorpresa! Junto a Sergio Galliani en reemplazo de la cantante y jurado de Yo Soy, Maricarmen Marín.
Posteriormente condujo el programa Modo Espectáculos, hasta la cancelación del mismo en 2020, actualmente Schwarz se encuentra alejada de la televisión dedicándose a su familia.[cita requerida]
En agosto de 2021, se unió a La Voz Perú como conductora.

## Filmografía
| Televisión      | Televisión          | Televisión     | Televisión                  |
| Año             | Título              | Rol            | Notas                       |
| --------------- | ------------------- | -------------- | --------------------------- |
| 2011            | El último pasajero  | Modelo         | Azafata del equipo rojo     |
| 2011            | Lalola              | Ivana (Actriz) | Participación especial      |
| 2012–2015, 2018 | Yo soy              | Copresentadora | Latina Televisión           |
| 2012–2015       | Espectáculos        | Conductora     | Latina Televisión           |
| 2015            | Bienvenida la tarde | Conductora     | Reemplazo de Laura Huarcayo |
| 2016            | Sueña quinceañera   | Conductora     | América Televisión          |
| 2016            | Amigos y rivales    | Conductora     | América Televisión          |
| 2017            | ¡Qué tal sorpresa!  | Conductora     | Latina Televisión           |
| 2018            | Súper kids          | Conductora     | Latina Televisión           |
| 2018-2019       | En exclusiva        | Conductora     | Panamericana Televisión     |
| 2019            | Mi famoso puede     | Conductora     | Latina Televisión           |
| 2019-2020       | Mujeres al mando    | Conductora     | Latina Televisión           |
| 2020            | Modo espectáculos   | Conductora     | Latina Televisión           |
| 2021            | Yo soy Kids         | Conductora     | Latina Televisión           |
| 2021            | La voz Perú         | Coconductora   | Latina Televisión           |
| 2021            | La voz Senior       | Coconductora   | Latina Televisión           |
| Películas       |                     |                |                             |
| Año             | Título              | Rol            | Notas                       |
| 2014            | Japy ending         | Montserrat     |                             |

## Certámenes de Belleza
- Miss Perú Universo 2009 - Ganadora
- Miss Universo 2009 - Representante de Perú
- Miss Continente Americano 2009 - Finalista
- Miss Intercontinental 2010 - Primera finalista (Virreina)

## Premios y nominaciones
| Año  | Premio                       | Categoría          | Trabajo      | Resultado |
| ---- | ---------------------------- | ------------------ | ------------ | --------- |
| 2012 | Premios Luces de El Comercio | Revelación del año | Ella misma   | Ganadora  |
| 2013 | Premios Luces de El Comercio | Mejor conductora   | Espectáculos | Ganadora  |

| Predecesora: Karol Castillo † | Miss Perú Universo 2009 | Sucesora: Giuliana Zevallos |